# Prosopocera signatifrons
Prosopocera signatifrons là một loài bọ cánh cứng trong họ Cerambycidae.